# واکنش آبلین
واکنش آبلین (انگلیسی: Abelin reaction) یک واکنش شیمیایی کیفی است که حضور آرسفنامین و نئوسالوارسان را در خون و ادرار نشان می‌دهد.
این واکنش شیمیایی، نامش را از فیزیولوژیست سوئیسی ایزاک آبلین می‌گیرد.